# 向井豊昭
向井 豊昭（むかい とよあき、1933年11月14日 - 2008年6月30日）は、日本の小説家。

## 来歴
1933年、東京都生まれ。祖父の向井夷希微は詩人で、石川啄木との交友があった。
空襲を避けるため、疎開先の下北半島の川内町（現むつ市）で育つ。大揚鉱山で働きながら、青森県立大湊高等学校定時制川内分校に通う。在学中は陸上競技部で活躍するも、1954年に結核にかかり闘病生活に入る。結核完治後、玉川大学文学部教育学科（通信教育課程）で教員免許を取得し、1962年から青森県の小学校教諭として勤務する。しかし、同年8月に北海道へ転出し、静内町立御園小学校、日高町立三岩小を経て、新冠町立新冠小学校に勤務する。1965年、個人雑誌『手』を発行し、「御料牧場」が『文学界』同人誌評で高く評価される。
1987年、小説を書くために小学校教諭を退職。1995年『BARABARA』で第12回早稲田文学新人賞受賞。以後、『早稲田文学』を中心に小説、エッセーなど精力的な執筆活動を続けた。1999年、『BARABARA』で第2回四谷ラウンド文学賞を受賞。
2002年、photographer's galleryの若手写真家とのコラボレーションで行なった自作朗読が伝説として語り継がれている。2006年、BARABARA書房を設立。『怪道をゆく』、麻田圭子との共作『みづはなけれどふねはしる』を「0円+冗費税」という価格で刊行した。2007年、手書きの個人誌『Mortos』発刊（限定30部）（同誌は第4号（2008年6月）を終刊号とした）。2008年、7年ぶりに商業ベースでの単行本『怪道をゆく』が、早稲田文学会／太田出版より出版された。
2008年6月30日朝、肝臓癌のために死去。74歳没。最後の作品は、口述筆記で残した「島本コウヘイは円空だった」。

## 作風・エピソードなど
- 奇妙な文体とシュールな物語、真摯な問題意識のアンバランスが特徴的。笙野頼子らのマジック・リアリズム、町田康・中原昌也らのパンク文学に比べる向きもある。
- アイヌを扱うことが多く、政治的マイノリティを題材とした文学としても知られる。「BARABARA」には、知里真志保からの引用がみられる。
- 批評意識の強い作風。デビュー作の「BARABARA」は蓮實重彦、絓秀実、小森陽一、高橋源一郎、荒川洋治らに評価され、当時の『早稲田文学』掲載作品では異例なことに、新聞の文芸時評の対象となった[2]。
- 自身、エッセーにて、平岡篤頼がクロード・シモン『三枚つづきの絵』を解説した評論「フランス小説の現在」（『早稲田文学』1984年9月号）に影響されたと語るとおり、ヌーヴォー・ロマン以降の文学的遺産をよく吸収し、独自に換骨奪胎した作風。
- 柄谷行人が『早稲田文学』誌上に講演録「近代文学の終わり」を発表した際、自身の「文学を教える」教員としての経験に基づき、異議を表明した（「アイデンティティへの道」『早稲田文学』2004年9月号）。同時期に「近代文学への終わり」へ反論を提示した作家として、笙野頼子がいる[2]。
- 小熊秀雄が持つ「北海道の風土が生んだ反逆と諧謔の精神」の賛同者として知られる。大塚英志が『WB』誌上にて小熊転向説を打ち出した際、『文藝にいかっぷ』に「小熊秀雄への助太刀レポート」、「続・小熊秀雄への助太刀レポート」を著し、反論した。
- エスペランティストであり、エスペラント文学作品の翻訳も行った。

## 作品リスト

### 単行本
- 鳩笛（1974年5月、北の街社）
- ここにも（1976年、私家版）
- 北海道―詩集（向井夷希微、向井恵子との共著、1982年5月、文林堂印刷）
- BARABARA（1999年3月、四谷ラウンド）
- DOVADOVA（2001年7月、四谷ラウンド)
- 怪道をゆく（2006年8月、BARABARA書房）
- みづはなけれどふねはしる（麻田圭子との共作、2006年12月、BARABARA書房）
- 怪道をゆく（2008年4月、早稲田文学会［発行］・太田出版［発売］）
- 向井豊昭傑作集　飛ぶくしゃみ（2014年1月、未來社）
- 骨踊り　向井豊昭小説選（2019年1月、幻戯書房）

### 単行本未収録作品
- うた詠み（小笠原克ほか［編］『北海道文学全集 第21巻 さまざまな座標2』、立風書房、1981年9月） ※『文学界』同人雑誌推薦作。
- ええじゃないか（『早稲田文学』1996年9月号）
- まむし半島のピジン語（『早稲田文学』1997年2月号）
- 新たなるわれら迷信探偵団（『早稲田文学』1997年4月号）
- 武蔵国豊島郡練馬城パノラマ大写真（『早稲田文学』1998年1月号）
- あゝうつくしや（『早稲田文学』2000年3月号）
- エロちゃんのアート・レポート（『早稲田文学』2002年1月号、3月号、5月号、7月号、9月号、11月号に連載） ※艶かしくも憎めないコールガールの一人称で書かれた異色の散文。
- モッコ憑き（『ユリイカ』2002年5月号） ※「エロちゃんのアート・レポート」の系譜に位置づけられる。
- 箱庭（『ユリイカ』2002年12月号） ※「エロちゃんのアート・レポート」の系譜に位置づけられる。
- ゴドーを尋ねながら（池澤夏樹ほか［編］『21世紀文学の創造 9 ことばのたくらみ―実作集―』 p.155-182、岩波書店、2003年1月）
- ト！（『早稲田文学』2004年5月号）
- アイデンティティへの道（『早稲田文学』2004年9月号） ※柄谷行人「近代文学の終わり」への反論。
- ゲ！（『早稲田文学』2005年3月号）
- ドレミの外（『早稲田文学0』、2007年5月）
- やあ、向井さん（『Mortos』創刊号、2007年10月） ※平岡篤頼の想い出が主題となっているエッセー。
- 日本国憲法第二十一条（『Mortos』2号、2007年11月）
- 飛ぶくしゃみ（『Mortos』3号、2007年11月） ※小熊秀雄「飛ぶ橇」を下敷きとした小説。
- バカヤロー（『Mortos』3号、2007年11月）
- 日本国憲法第二十一条（『WB』vol.11_2007_winter） ※『Mortos』2号よりの転載。
- 続・小熊秀雄への助太刀レポート（『文芸にいかっぷ』第25号、2007年12月）
- 青之扉漏（『早稲田文学1』、2008年4月）
- 新説国境論（『Mortos』4号、2008年6月）
- いのちの学校ごっこ（『Mortos』4号、2008年6月）
- 思想は地べたから（『Mortos』4号、2008年6月）
- わっはっはっはっはっは！（『WB』vol.13_2008_summer)
- 島本コウヘイは円空だった（『Mortos』補遺）
- 島本コウヘイは円空だった（『早稲田文学2』、2008年12月） ※『Mortos』4号よりの転載。解説は池田雄一。
- ぺ、ぺ、ぺ、ぺ、ぺ、ぺ（『新ひだか文藝』第3号、2008年12月）
- 飛ぶくしゃみ(『文藝にいかっぷ』第26号、2008年12月） ※『Mortos』3号の改稿版。
- パパはゴミだった。（『幻視社』4号、2009年12月）※有志が未発表作品を、遺族と『早稲田文学』の許可を得て同人誌に収録したもの。
- 四〇代バンバンザイアットホームカウンセリングコーポレーション(1)（『幻視社』4号、2009年12月） ※有志が未発表作品を、遺族と『早稲田文学』の許可を得て同人誌に収録したもの。
- 六花（『幻視社』4号、2009年12月） ※有志が未発表作品を、遺族と『早稲田文学』の許可を得て同人誌に収録したもの。
- ト書きのない戯曲(『文藝にいかっぷ』第27号、2009年12月） ※編集部に預けられていた遺稿。戯曲形式。

## 研究論文
- 林浩治「棒ほど願って針ほど叶う―向井豊昭の反逆―」（『戦後非日文学論』 p.204-214、新幹社、1997年11月）
- 林浩治「向井豊昭とBARABARAな価値観」（『まにまに』 p.173-182、新日本文学会出版部、2001年2月）
- 中山昭彦「〈アイヌ〉と〈沖縄〉をめぐる文学の現在―向井豊昭と目取真俊―」（小森陽一ほか［編］『岩波講座 文学 13 ネイションを超えて』 p.165-188 、岩波書店、2003年3月）
- 嵐大樹「わっはっはっはっは 向井豊昭さんを悼む」（『新ひだか文藝』第3号）
- 原田照子「旧邸の夏」（『文藝にいかっぷ』第26号）※向井豊昭の訃報をテーマにした小説。
- 東條慎生「見えないものこそ、見つめなければならないのだ――向井豊昭メモ」（『幻視社』4号＜向井豊昭特集＞）
- 岡和田晃『向井豊昭の闘争　異種混交性（ハイブリディティ）の世界文学』（未來社、2014年7月）
- 山城むつみ「カイセイエ――向井豊昭と鳩沢佐美夫]（「すばる」2018年3月号）